# الموبد (الرجم)

تعديل مصدري - تعديل

الموبد هي إحدى قرى عزلة العزكي بمديرية الرجم التابعة لمحافظة المحويت، بلغ تعداد سكانها 444 نسمة حسب تعداد اليمن لعام 2004.